# Neue Deutsche Welle
Neue Deutsche Welle (NDW) svenska: Nya tyska vågen är ett begrepp som används för att definiera den punk- och New Wave-inspirerade musik med elektroniska influenser som uppstod i Västtyskland under andra halvan av 1970-talet. Neue Deutsche Welle betecknar snarare en rörelse än en musikgenre, och begreppet rymmer en bred mångfald av artister och grupper.
Begreppet uppkom i slutet av 1970-talet, och populariserades i oktober 1979 av den tyska musikjournalisten Alfred Hilsberg.
Till en början var det som kom att kallas Neue Deutsche Welle en undergroundrörelse, med experimentella artister och grupper som Der Plan, Die Tödliche Doris och Palais Schaumburg, samt mer klassiska punkband som S.Y.P.H., Fehlfarben och Abwärts.

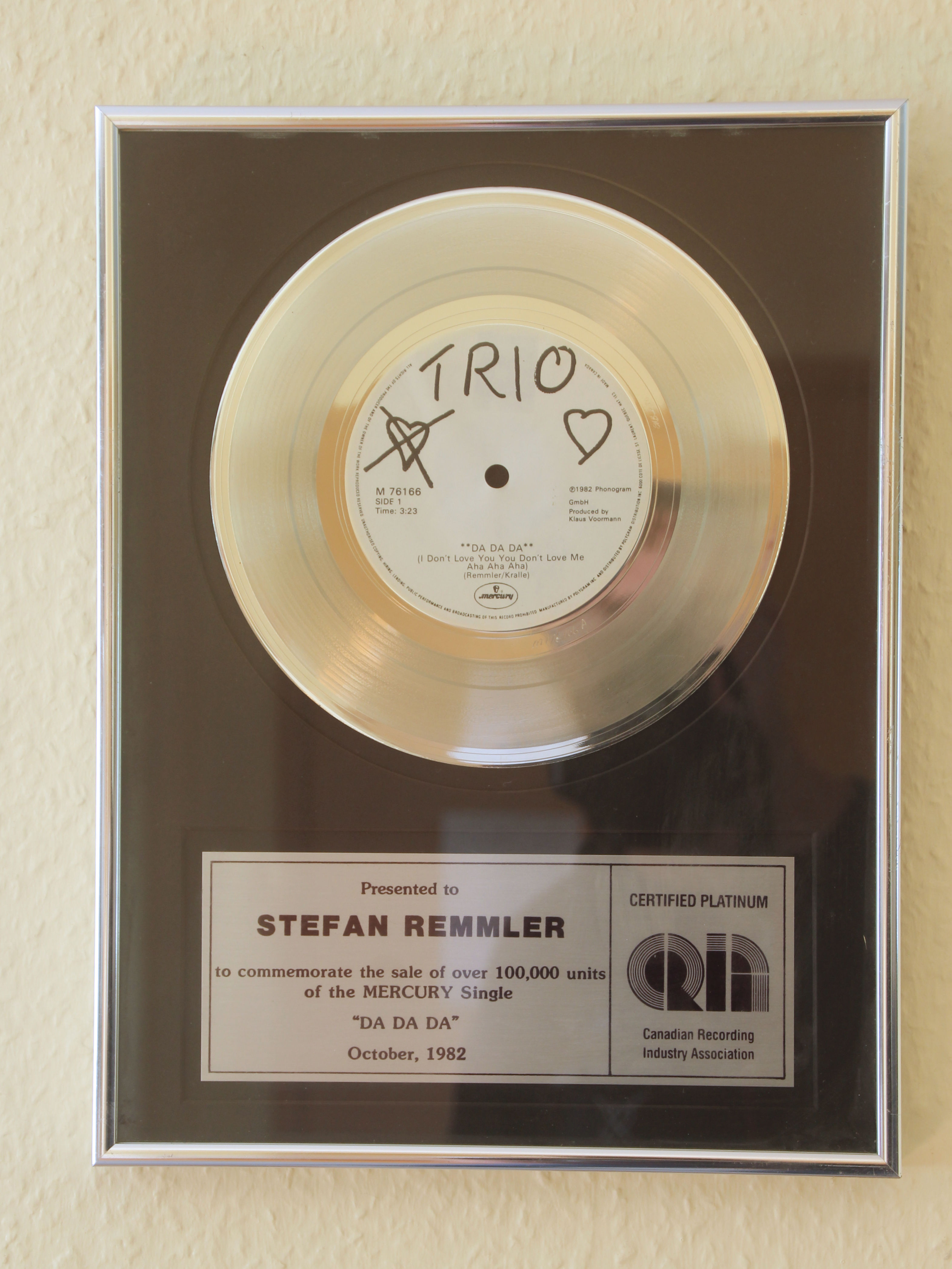
Platinaskiva till Trio utfärdad av den kanadensiska musikindustrins branschorganisation i oktober 1982.

Under de första åren av 1980-talet upptäckte musikindustrin alltmer den kommersiella potentialen i Neue Deutsche Welle. En del av de ursprungliga NDW-banden fick kommersiell framgång, men framför allt fick en mängd band som inte hade någonting med den ursprungliga rörelsen att göra, utom att de sjöng på tyska, ge ut skivor under etiketten Neue Deutsche Welle. Flera av dessa skulle bli så kallade one-hit wonders. Bland dessa mer kommersiellt framgångsrika akter fanns sådana som DÖF, Nena, Falco och Trio.

## Artister (i urval)
- D.A.F.
- Ideal
- Einstürzende Neubauten
- Die Krupps
- Falco